# 市川箱登羅 (初代)
初代 市川箱登羅（しょだい いちかわ はことら、1867年（慶応3年） - 1944年（昭和19年）4月24日）は大阪の歌舞伎役者。
はじめ東京で活躍していたが、明治28年 (1895)、大阪の初代中村鴈治郎の門下に。その後は鴈治郎の大番頭として活躍、その死後は子の四代目中村翫雀（二代目鴈治郎）を支える。
あくの強い容貌と芸風で、端敵や道化役にいい味を出した。演劇評論家の山田庄一は「あの優は顔はもちろん美男ではなく、愛嬌があるというものでもなかった。それでいて、あの独特の軽さは、東京の名人松助（四代目尾上松助）と同様な評価を与えても、決して過ぎはしないだろう。・・・関西の、最近の名人と称しても過言ではあるまい。」と評している。（山田庄一『上方芸能今昔がたり』岩波書店　2013）
昭和19年（1944年）3月大阪歌舞伎座『松平長七郎』の庭番が最後の舞台となる。『仮名手本忠臣蔵』の鷺坂伴内、『伊賀越道中双六・岡崎』の蛇の目眼八、『心中天網島・河庄』の太兵衛、『椀久末松山』の柴田定之進などを当たり役とした。
彼の残した『市川箱登羅日記』は明治時代の役者の生活を語る貴重な資料となっている。